# كوينتن تاونسند
كوينتن تاونسند (بالإنجليزية: Quentin Townsend)‏ هو لاعب كرة قدم بريطاني في مركز قلب الدفاع، ولد في 13 فبراير 1977 في ورسستر في المملكة المتحدة. لعب مع نادي هيرفورد ونادي ووستر سيتي ووولفرهامبتون واندررز.

## وصلات خارجية
- كوينتن تاونسند على موقع قاعدة بيانات كرة القدم.إي يو (الإنجليزية)
- كوينتن تاونسند على موقع Soccerbase.com (لاعب) (الإنجليزية)